# Monte Isola
Monte Isola est une commune italienne située sur l'île du même nom au milieu du lac d’Iseo, dans la province de Brescia en Lombardie.

## Géographie
Monte Isola est la plus grande île habitée des lacs européens, dans la province de Brescia, en Italie du Nord. Elle possède une population de 1 811 habitants qui vivent dans 11 hameaux pittoresques. L'île est riche en oliviers, vignes et bois de châtaigniers.
Monte Isola a rejoint le « club des plus beaux villages d'Italie ». L'île est parsemée de panneaux photographiques montrant la flore et la faune de l'île ainsi que des vues aériennes du territoire qui montrent la beauté de l'île.
Le sanctuaire de la Madonna della Ceriola se trouve sur le point culminant de l'île, à 600 mètres d'altitude.

## Histoire
Les différents hameaux de l'île abritent plusieurs églises construites entre 1400 et 1600, riches en fresques, statues et autels créés par des artistes importants de cette époque.
George Sand serait venue à Monte Isola deux fois, avec Alfred de Musset et Frédéric Chopin. Elle mentionne l'île dans son roman Lucrezia Floriani : « Le petit lac d'Iseo n'a rien de grandiose dans son aspect, et ses abords sont doux et frais comme une églogue de Virgile. ».

## Économie
Plusieurs carrières et mines ont été exploitées sur l'île, comme en témoignent certaines parties des flancs de la montagne.
On a fabriqué des filets de pêche de façon artisanale sur l'île pendant plus de 600 ans. L'usine de filets de pêche a été reprise dans les années 1970 par la société La Rete, dans le village de Siviano. La société a diversifié sa production, car les filets de pêche sont désormais synthétiques et produits majoritairement en Chine ou en Inde ; la société est ainsi devenue le premier fabricant européen de filets de sport pour le football, le volley-ball, ou le tennis, et fabrique aussi gilets de sécurité et hamacs. L'île comporte un petit musée sur les filets de pêche artisanaux.
À Carzano, deux chantiers navals fabriquent encore des bateaux en bois d'acajou, pour la navigation lacustre ou maritime, en suivant une tradition vieille de 350 ans.
Du salami et de l'huile d'olive sont également produits sur l'île.

## Transports
Monte Isola est une ville sans voitures. L'île peut être parcourue à pied ou à vélo le long des sentiers côtiers ou par bateau entre les îles. Il est possible de louer des vélos sur l'île ou d'utiliser les bus locaux pour explorer l'île. Les deux roues motorisés sont également autorisés seulement pour les habitants ; leur circulation près de la promenade entre Peschiera Maraglio et Sensole est interdite les dimanches.

## Administration
| Période                                  | Période  | Identité         | Étiquette     | Qualité |
| ---------------------------------------- | -------- | ---------------- | ------------- | ------- |
| 2004                                     | 2009     | Angelo Colosio   | Liste civique |         |
| 2009                                     | 2014     | Giuseppe Ziliani | Liste civique |         |
| 2014                                     | en cours | Fiorello Turla   | centre-gauche |         |
| Les données manquantes sont à compléter. |          |                  |               |         |

### Hameaux

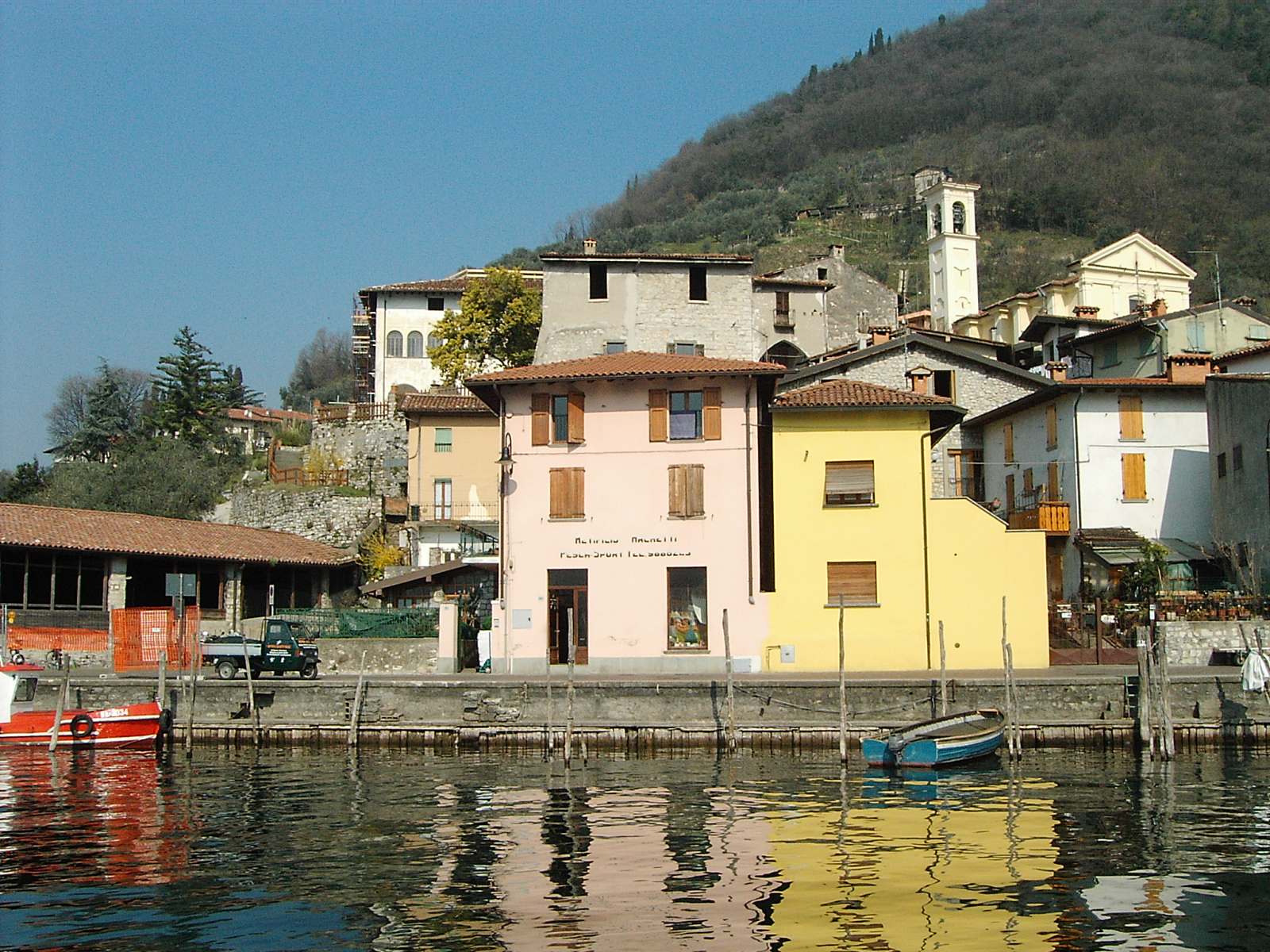
Peschiera Maraglio

Carzano, Cure, Masse, Menzino, Novale, Olzano, Peschiera Maraglio, Sensole, Senzano, Sinchignano, Siviano

### Communes limitrophes
Iseo, Marone, Parzanica, Sale Marasino, Sulzano, Tavernola Bergamasca

## Musée
Depuis l'Antiquité, on tisse des filets de pêche à Monte Isola. Des modèles anciens et des métiers ancestraux sont exposés au musée.

## Galerie d'images

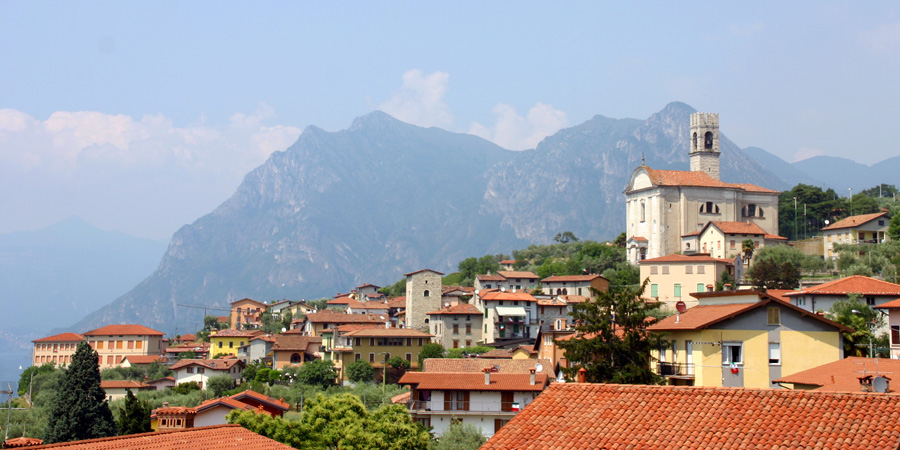
Vue de la région de Siviano.
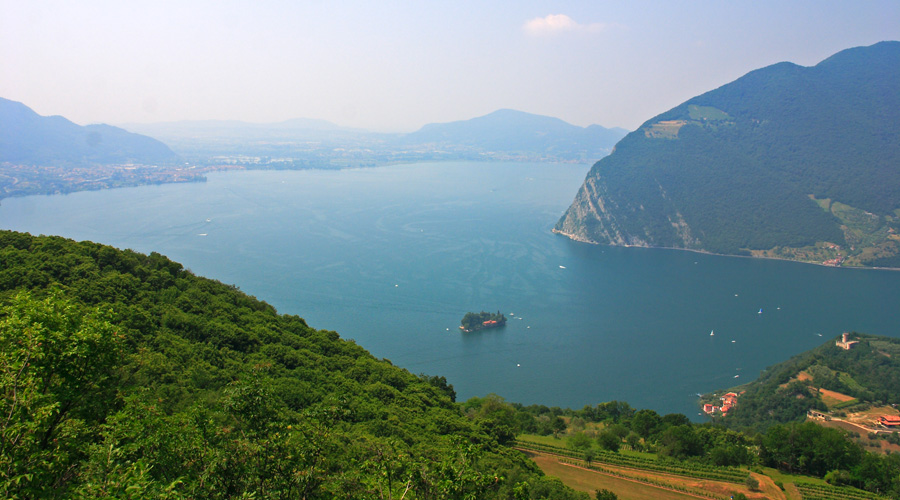
Vue du lac depuis le sanctuaire de Ceriola.
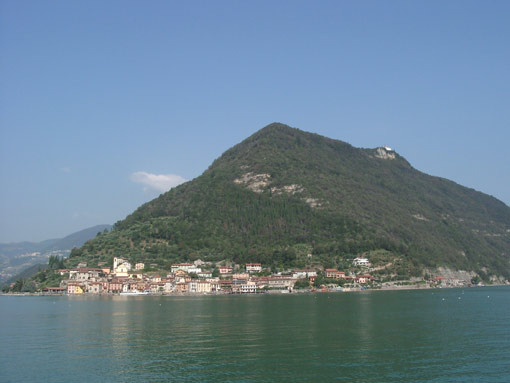
Monte Isola.
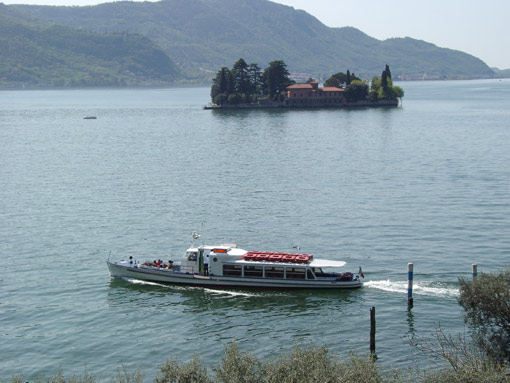
Île de San Paolo.
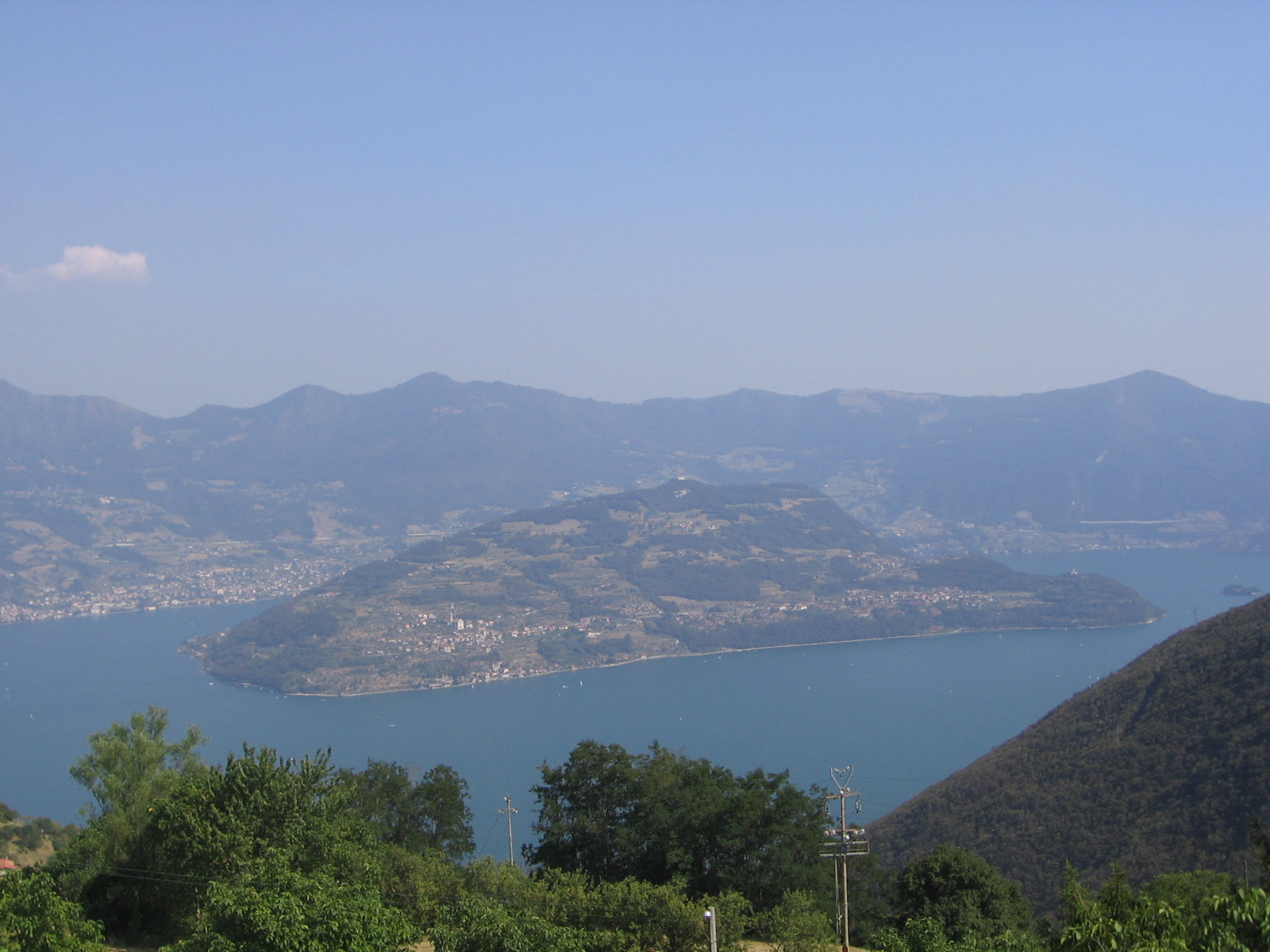
Vue depuis la rive de Bergamesque.
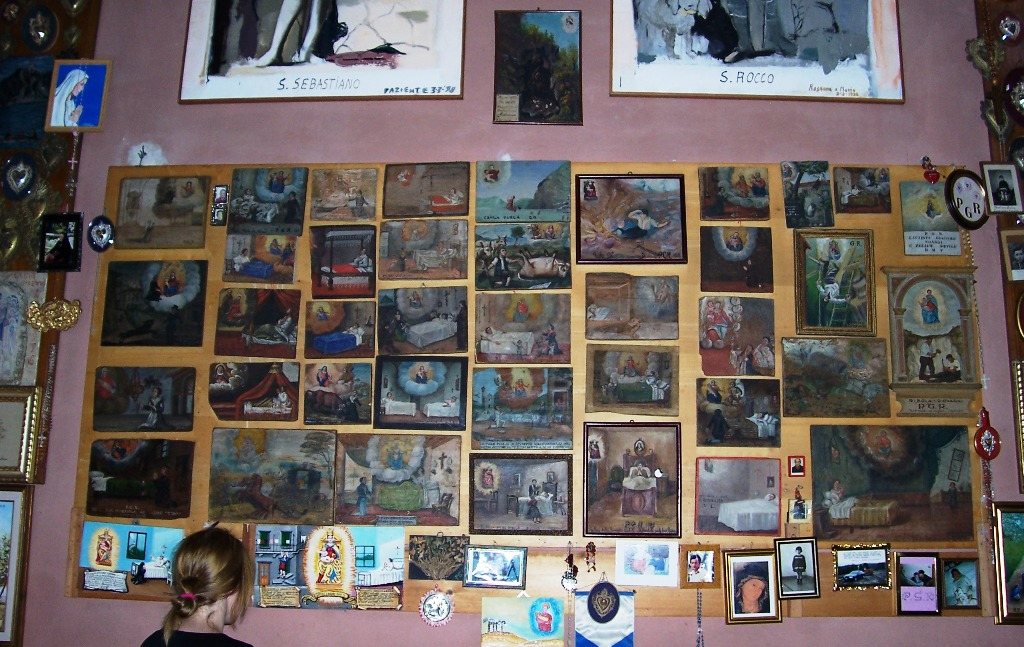
Ex voto au Sanctuaire de la Madonna della Ceriola.
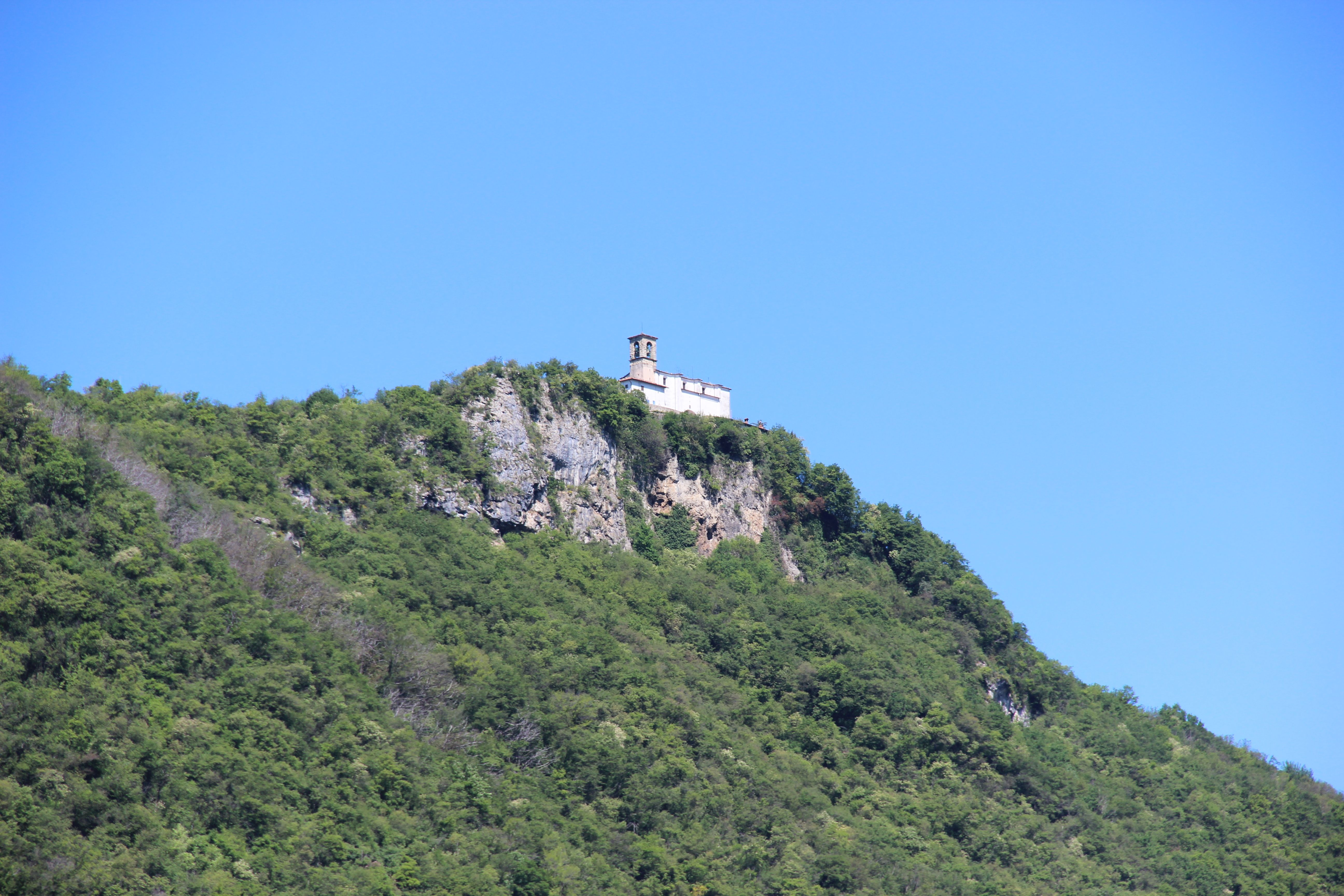
Le sanctuaire de la Madonna della Ceriola au point culminant de l'île.
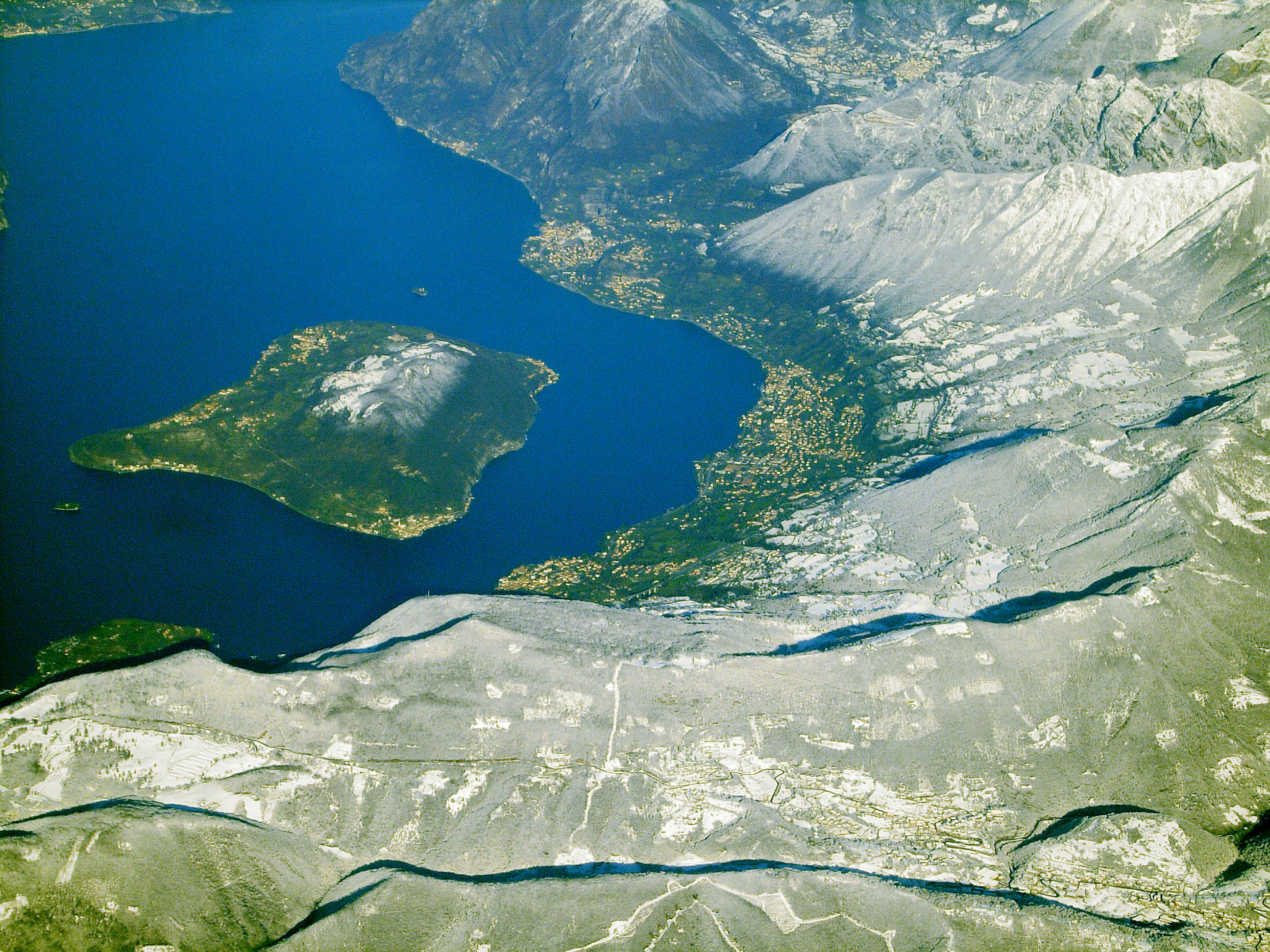
Vue aérienne hivernale de Monte Isola.
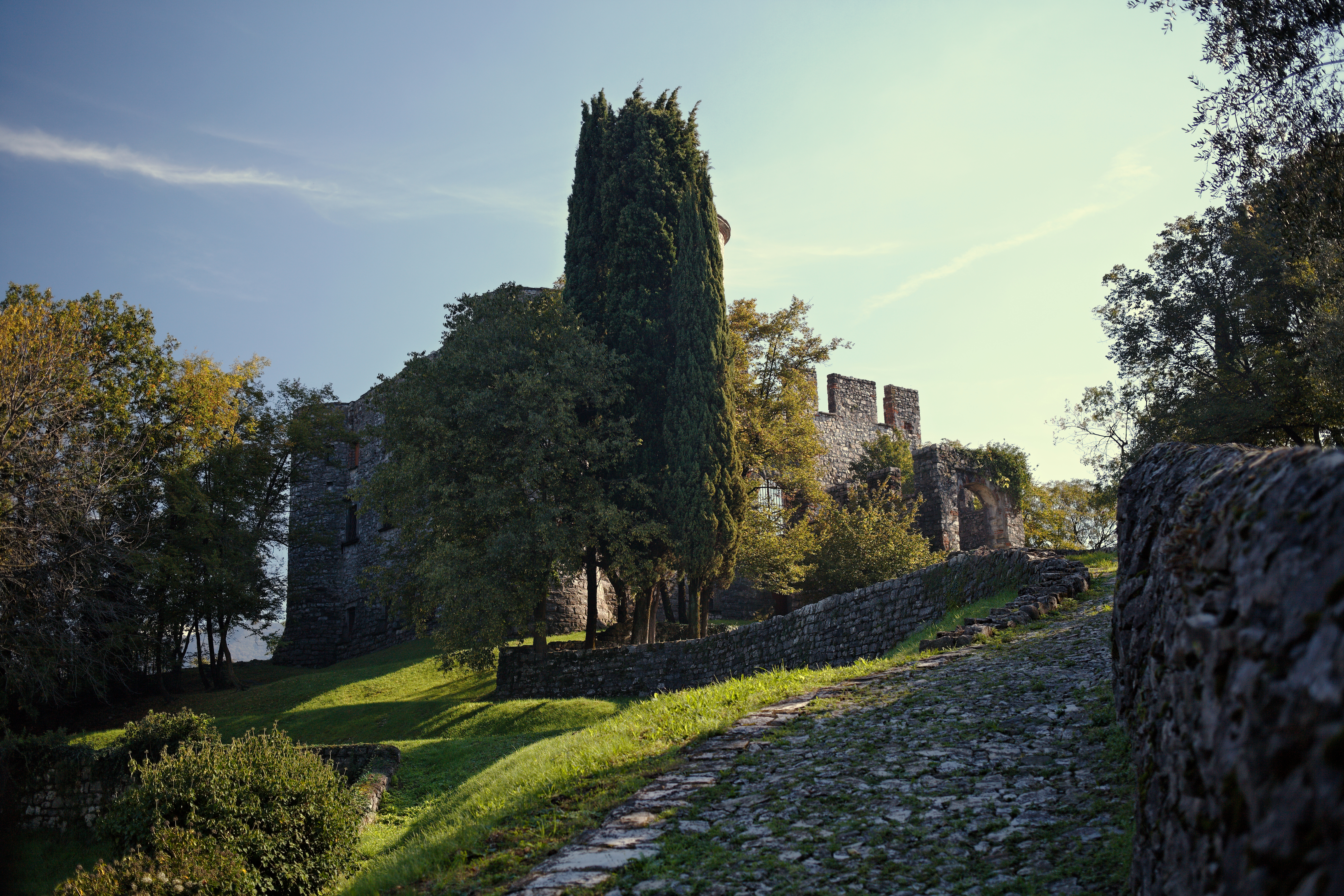
La forteresse de Monte Isola.